# Памятники Бекет ата
Памятники Бекет ата — архитектурные памятники в XIX века в Казахстане, расположены в Мангышлаке, Устюрте и на берегу реки Эмба. Представляют собой подземные сооружения, служившие мечетью и медресе, где Бекет-ата совершал молитвы и обучал детей основам религии. В XIX веке топографы Э. Эверсман, А.Дюгамель собрали все легенды о Бекет-ата и исследовали один из памятников в Устюрте. На стенах устюртских подземных мечетей имеются надписи на арабском и персидском языках. Один из памятников расположен па берегу Эмба, в 65 км от города Кульсары. Небольшое помещение вырублено в массиве скального мыса. В нём обнаружены две могилы. Другой памятник в Ески Бейнеу (южнее вдоль автодороги Атырау-Актау в 21 км от Бейнеу) встроен в узкое ущелье, стены помещения были частично разрушены со временем, ныне восстановлены. Хорошо сохранилась Огыландинская мечеть в Южном Устюрге. Состоит из семи комнат. В одной из них находится могила Бекет-ата и его внука Мурына. Вокруг подземного сооружения имеются колодцы и родники.